# 庭師

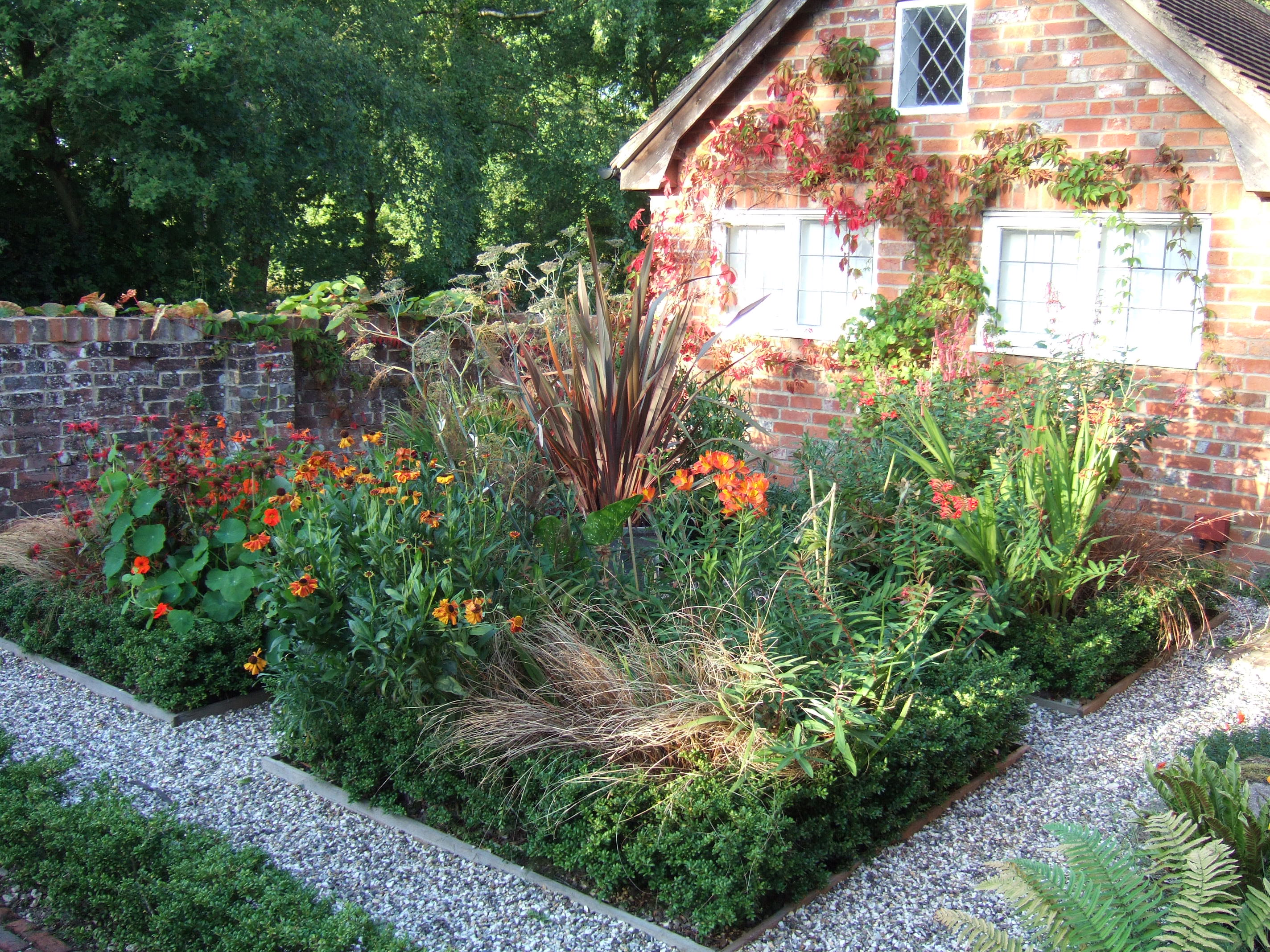
イギリス式庭園の花壇の一部

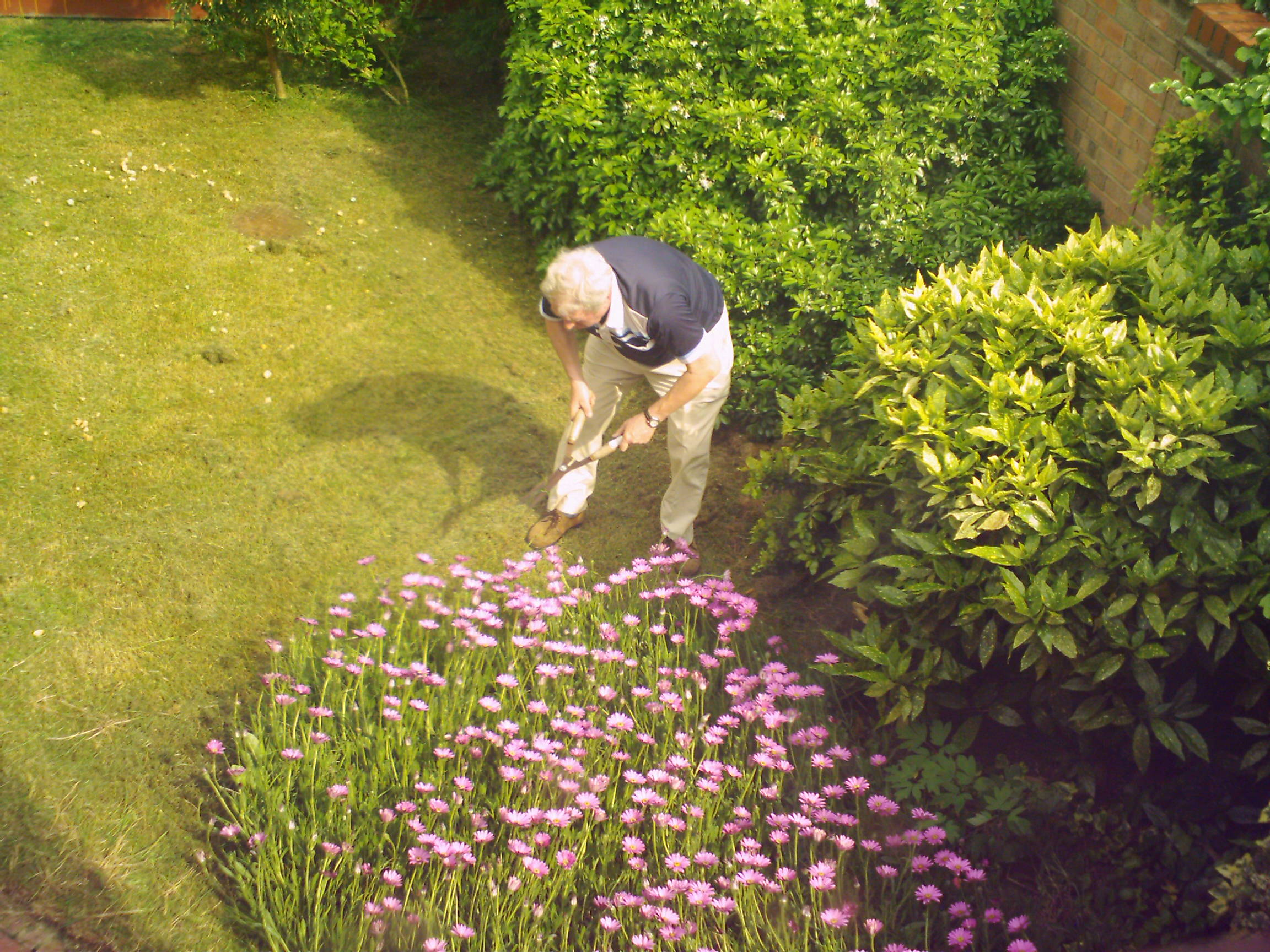
庭師

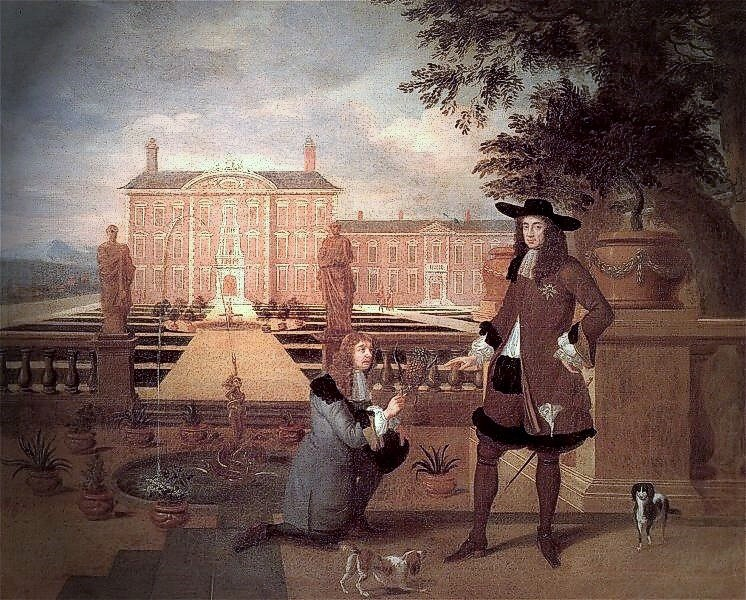
王室庭師 John Rose と国王 Charles II（Hendrick Danckerts 作、1675年）

庭師（にわし）とは、庭を造る人のこと。古くは園丁（えんてい）やガーデナーと呼ばれる。庭石、樹木や池、水路から芝などを含めて、庭を一つの造形空間として設計施工、製作する人、またその樹木などの植物の生育を管理し、定期的に剪定したりする管理の仕事もする専門家である。

## 庭師と造園家
日本語圏では例えば小川治兵衛のように庭に関する事項全般、施工から手入れなどを行うほか、設計も行うことになるため、庭師が造園家や作庭家と言われる場合がある。しかし重森三玲のような庭園の研究者や官庁に勤める造園技師が名園を作庭する場合も多く、造園家や作庭家はそうした人物らを含めた総称である。
イギリスのランスロット・ブラウンは庭師でもあったが作庭家でもある。英語では「gardener（）」と「garden architect（）」は異なる。

## 概要
すでに古代において造園技術は発達し、バビロンの空中庭園やローマのドムス・アエリアやハドリアヌス庭園（ヴィラ・アドリアーナ）など、大規模な庭園が造営されたことが知られている。しかし機械的技芸一般を軽視した古代社会においては、庭を造る者の地位は一般に低かったとされる。オスマン帝国の宮廷庭師は、首切り役人も兼任していたほか、身分の高い者が裁判で死罪の判決が下された際、死刑の判決が出た被告と徒競走を行い、被告がその競争に負けた場合は即刻死刑執行、被告が勝った場合は国外追放といった職務にも従事していた。
トルコではほか16世紀半ばチューリップの交配が盛んになり改良新種が次々と生まれた時代にはチューリップ専門の庭師も誕生しているが、当時のイスラム長官エブスード・エフェンディまでもが「楽園の光」と名づけた新しいチューリップを作っていることがしられている。トルコはまたインドを侵略した際パプリカを持ち帰るが、そうした蔬菜を宮廷庭師に栽培させていたことがハンガリーに伝わる唐辛子にまつわる言い伝えから知られる。
中世ヨーロッパでもスペインなどで造営されたイスラム庭園、特に水を弾きれ、噴水などを駆使したアルハンブラ宮殿やヘネラリフェの庭園は有名であるが、同時代の修道院や宮廷では菜園と庭園の区別はあまり発達せず、むしろ蔬菜園を兼ねた中庭が主流であった。ただしこの時代に関して残されている史料からは宮廷庭師たちが国王や貴族の下で働いていた記録があり、実用的かつ美しさにも配慮した園芸作業に従事していたことがわかっている。フランク王国のカール（シャルルマーニュ）大帝の邸宅庭園に用いられた植物リストにはりんごやセイヨウナシなどの果樹のほか、ユリやバラ、アイリス、セージなどが植えられていたことが記載され、視覚的なことだけでなく芳香植物など香りも重視していたとされる。
宮廷庭師の蔬菜栽培に関する記録はほかにも多く、フランスで13世紀頃に食されていたアスパラガスは貴族の野菜と称されるほど高価なものとされるが、特にルイ14世は宮廷庭師に、一年中食べられるように温室栽培を命じたというし、1593年にイベリア半島を旅行したマクシミリアン2世の宮廷植物学者シャルル・ド・レクリューズがカスティリア（スペイン）で、庭師や主婦までもがカプシクム（唐辛子）を丁寧に栽培していると報告。またイタリアでトマト栽培が裕福層の観賞用としてものから食用に移行するのは、ナポリの宮廷庭師が苗を自分の家に持ち帰り食用にしたからといわれている。宮廷庭師ミヒャエル・ハンフらは16世紀に果樹や野菜を栽培する実用園として造られていたルストガルテンを1647年にブランデンブルク選帝侯のフリードリヒ・ヴィルヘルムの命によりオランダ庭園に改造したことが知られる。17世紀にはジャガイモやトマトなどが観賞用から食糧としての経済的有用性が認められるようになり、イギリスなどは食糧を大量生産するという目的で、それら蔬菜の苗木を植民地で栽培し始める。
ルネサンス期からバロックに入ると水利技術を駆使した庭園が発達し、メディチ荘の建設にコジモ1世が依頼した水利技術者であり建築家そして彫刻家として知られるニッコロ・トリボロのような人物が作庭に当たり、また庭園設計の理論も盛んに著述されるようになっていくが、このことはヨーロッパにおける庭園の発達に大きな変革をもたらし、ヴェルサイユ宮殿に見られる大規模な庭園の造営において、造園家は農芸の専門師という立場から、芸術家としての扱いを受けていき、厚遇されるようになっていく。ラファエロは『美しき女庭師』を描き、モーツァルトの歌劇「偽の女庭師」は1775年1月、ドイツミュンヘンで初演される。アンドレ・ル・ノートルの家はパリにある王室所有のテュイルリー庭園で代々働いていた造園家の家柄として知られるし、ドイツマクデブルクのフリードリッヒ・ウィルヘルムスパルクを手がけたペーター・ヨセフ・レンネも宮廷庭師の家柄出身である。
ジョン・トラデスカント親子はチャールズ1世お抱えの庭師となり、17世紀中ごろから18世紀にかけてヨーロッパ大陸・アルジェリア・アメリカから珍しい植物を採集してくる「プラントハンター」と呼ばれる職能として活躍する。彼らはサクランボ・オレンジ・チューリップなどをイギリスに持ち込んだ。また同じく諸国を回ったロバート・フォーチュンもエジンバラ王立植物園で園芸を修め、ロンドン園芸協会の庭師であった。イギリスではほかにハンプトンコートなどの庭師ジョージ・ロンドンやヘンリー・ワイズや彼らのもとで働いていたスティーヴン・スウィツァーやアン女王のお抱え庭師ロジャー・ルッカーらが知られる。彼らは庭園の維持管理や修景を担当する王室園芸官として活躍する。
日本では古くは苑池を管理する園池司などの管制や明治の開拓使が園芸師として外国人を雇っていることが知られるが、庭を施工する者の意味での「庭師」という意味と語は江戸時代に定着したものである。
ほかに庭を造る者の呼び名は他に平安時代末期からの「石立僧」、室町時代の善阿弥など「山水河原者」があり、実際に庭を造る人物の身分が呼び名に現れている。
室町以降の枯山水などの試みは広く行われるようになっていくが、これは禅宗の影響を受け雪舟、夢窓疎石のような「石立僧」が台頭していったことがあるが、現在でも深谷光軌、枡野俊明など僧侶が作庭家となるケースはある。
江戸期は回遊式庭園の形式が発達し、時の徳川幕府は作庭責任者の将軍家御庭師とともに御用庭師にあたる御庭掛などを定め、庭園管理に務めさせている。江戸期には、貞観園改修に参画した幕府のお抱え庭師であった九段仁右衛門や藤井友之進、縮景園築造に呼ばれた京都からの庭師清水七郎右衛門、清水園（新発田藩）に関わった幕府お抱え庭師縣宗知、宮良殿内の和風枯山水庭園を作庭した首里の庭師城間親雲上などがいた。駒込村枝郷染井村には江戸城内の庭師もつとめた植木屋伊藤家などがあった。
近代からは植木職人や樹木・園芸種を育てる農家が屋号をもって建設業、造園業や石材業を営むようになっていくが、この中で小川治兵衛の植治など、今日にも残る老舗といわれる植木商や造園業者に発展したものや出入り業で家業を継いで発展したものが多く、また戦前ごろから大学卒の学士などが修行し独立するケースもみられていく。近代期では、大河内山荘を築造した広瀬利兵衛、殿ヶ谷戸庭園を築造した仙石、自らの手で合浦公園造成を開始した旧弘前藩庭師の水原衛作、迎賓館を築造した佐野藤右衛門、岩城亘太郎、柴又帝釈天邃渓園を築造した向島の庭師永井楽山などがいる。
現在では幾多の名園は企業や公共団体が管理するものが主流を占め、中根金作のように京都府など自治体の技師や文化庁や環境省など国の技官として任用されるケースもある。

### 人物
- ロベルト・プロシネチキ - 庭師の足を持つ男と呼ばれた
- ドナルド・E・ウェストレイク - 妻は庭師としても有名
- メフメト2世 - 専門は庭師であったとされる
- フリオ・クルス - 愛称=庭師（ハルディネーロ）
- 村雨辰剛 - スウェーデンから日本へ帰化した庭師

#### 庭師でもあった人物
- ウィリアム・ブラウン (バウンティ号) - バウンティ (帆船)号の乗組員の庭師
- ウィリアム・ロビンソン (造園家) - ダブリンで庭師として修行経験をもつ
- 岡田憲久 - 京都で庭師として修業も
- ルイス・ベーマー - 高校卒業後、宮廷庭師の下で修業
- ヴァルター・シュタイナー - 妻とともにスウェーデンのファルンに移り住み、庭師として働いている
- ニカウ - 実際は庭師
- グフタフ・マイヤー - もとはプロイセン宮廷の庭師
- ドン・トンプソン - 庭師も兼業
- クラーク・アシュトン・スミス - 庭師として働きながら絵や彫刻にいそしみ、詩や小説の執筆
- 愛新覚羅溥儀 - のちに北京植物園で庭師
- ルートヴィヒ・ウィトゲンシュタイン - 晩年庭師に
- ジェームズ・スターレー - 当初庭師をしていた
- ハンス・ヘルムート・キルスト - 一時期庭師を
- 諫山修身（日本ナザレン教団） - ロサンゼルスで庭師として働いていた
- ラッキー・デューベ - 南アフリカ共和国の歌手
- ジョゼフ・モニエ - 庭師として植木鉢の改良に取り組んだ事から鉄筋コンクリートを開発する。

#### 家業（親）が庭師の人物
- シクストゥス5世 (ローマ教皇) - 父は庭師
- メルヒオール・バウアー - 父親は庭師、自身も造園を学んでいる
- ヘンリ・フリッツクロフト - 父はハンプトン・コートで働く庭師
- フリードリッヒ・ルードヴィッヒ・フォン・シュケル - 祖父以来宮廷庭師の家柄
- アンドレ・ル・ノートル - 代々宮廷庭師の家柄
- サチェル・ペイジ - 父は庭師
- ペーター・シュミット - 庭師の子として生まれる
- ジミ・ヘンドリックス - 父アルは庭師
- ハインリヒ・ミュラー - 父アロイスは、衛生部隊の曹長として従軍経験のある庭師
- サルゴン (アッカド王) - キシュ王に仕えた庭師ラーイブムに拾われて育ったとされる
- ジョン・ポール・ジョーンズ (軍人) - 実家はアービグラッドで庭師を営む

#### 庭師に関係する作品をもつ作家
- マックス・エルンスト - 『美しき女庭師の帰還』を1967年に発表
- ラファエロ・サンティ - 代表作に、『美しき女庭師』（1507年）
- A・J・クローニン - スペインの庭師[2]（1950年）
- ギュスターヴ・カイユボット - 庭師たち[3]（1875-1877）
- シルヴィーとブルー - 詩「気違い庭師の歌」
- ジャック・イベール - サモス島の庭師[4]（1932初演）

### 庭師関連の作品・架空の庭師
- 庭師サッちゃん
- 画家と庭師とカンパーニュ
- サムワイズ・ギャムジー/ハムファスト・ギャムジー
- ジョン・ローランド
- 京都の女庭師風水探偵さくら子シリーズ
- チャンス (1979年の映画)  - 名前をチョーンシー・ガーディナーと聞き間違え、誤って大統領顧問、候補になる
- マイケル・K
- なでしこ (グリム童話)
- 人間腸詰
- ファゴットとチェロのためのソナタ (モーツァルト)/ピアノソナタ第6番 (モーツァルト) - オペラ『偽の女庭師』（偽の花作り女）の初演のために作成 モーツァルトの楽曲一覧
- 庭師 ただそこにいるだけの人（原題：Being There）
- 庭師の娘 - プーランクの楽曲一覧
- 枯山水 (ボードゲーム)
- ロード・オブ・ザ・リング - ホビットの使用人と仲間フロドバギンズ 、リングベアラー
- トムとバーバラのグッド・グッド・ライフ （1975年TVシリーズ） - なろうとする中産階級の英カップル。自給自足で自分の庭をもつ
- 不思議の国のアリス - 白いウサギの庭師パット
- ローゼンメイデン - マンガやアニメ。蒼星石と翠星石は 、植物、人間の魂の木だけでなく、それらの能力についての庭師と呼ばれる
- 銀河の首都（アイザック・アシモフのファウンデーションシリーズ）- 巨大な帝国に複雑で豪華なオフィスと高い役人と"彼の下で男性と女性の軍隊とともに皇居の主任庭師は重要人物として登場
- ハリー・ポッターシリーズ - 複数の庭師、植物学者などが登場する
  - ポモナスプラウト - ハーブの研究の先生
  - ハーバート・ビアリー - 元のハーブの研究の先生
  - フランク・ブライス - なぞなぞ庭師
  - ミランダオオタカ（フィルム）とフィリーダ胞子
  - ハドリアヌスホイットル - 現実のガーデンデザイナーにちなんで名付けられている